# لغتنامه هم‌خوابگی
لغتنامهٔ خوابیدن (به انگلیسی: The Sleeping Dictionary) فیلمی عاشقانه محصول ۲۰۰۳ آمریکا و بریتانیاست. نویسنده و کارگردان فیلم گای جنکین بوده و بازیگرانی چون هیو دنسی، جسیکا آلبا و برندا بلتین در آن به ایفای نقش پرداخته‌اند.

## داستان
یک افسر جوان بریتانیایی برای مأموریت به ساراواک اعزام می‌شود. فرماندهش به او پیشنهاد می‌دهد که برای یادگرفتن زبان و رسوم بومی‌ها با یک دختر دورگهٔ محلی رابطه برقرار کند؛ ولی جوان عاشق دختر می‌شود. این کار خشم انگلیسی‌ها را برمی‌انگیزد. جوان به ناچار با دختر فرمانده ازدواج می‌کند؛ ولی آتش عشق دختر بومی رهایش نمی‌کند. نهایتاً جوان تصمیم می‌گیرد با دختر بگریزد.